# Лонве
Лонве́ (фр. Longwé) — коммуна во Франции, находится в регионе Шампань — Арденны. Департамент коммуны — Арденны. Входит в состав кантона Вузье. Округ коммуны — Вузье.
Код INSEE коммуны — 08259.
Коммуна расположена приблизительно в 190 км к востоку от Парижа, в 60 км северо-восточнее Шалон-ан-Шампани, в 45 км к югу от Шарлевиль-Мезьера.

## Население
Население коммуны на 2008 год составляло 91 человек.
| 1962 | 1968 | 1975 | 1982 | 1990 | 1999 | 2008 |
| ---- | ---- | ---- | ---- | ---- | ---- | ---- |
| 139  | 153  | 129  | 101  | 97   | 82   | 91   |

## Администрация
| Период | Период | Фамилия        | Партия | Должность |
| ------ | ------ | -------------- | ------ | --------- |
| 1989   | 2001   | Мартин Низе    |        |           |
| 2001   | 2008   | Николя Малерб  |        |           |
| 2008   | 2011   | Жерар Грюсон   |        |           |
| 2012   |        | Патрик Лезуиль |        |           |

## Экономика
В 2007 году среди 48 человек в трудоспособном возрасте (15—64 лет) 34 были экономически активными, 14 — неактивными (показатель активности — 70,8 %, в 1999 году было 61,0 %). Из 34 активных работали 29 человек (20 мужчин и 9 женщин), безработных было 5 (3 мужчин и 2 женщины). Среди 14 неактивных 4 человека были учениками или студентами, 5 — пенсионерами, 5 были неактивными по другим причинам.

## Фотогалерея

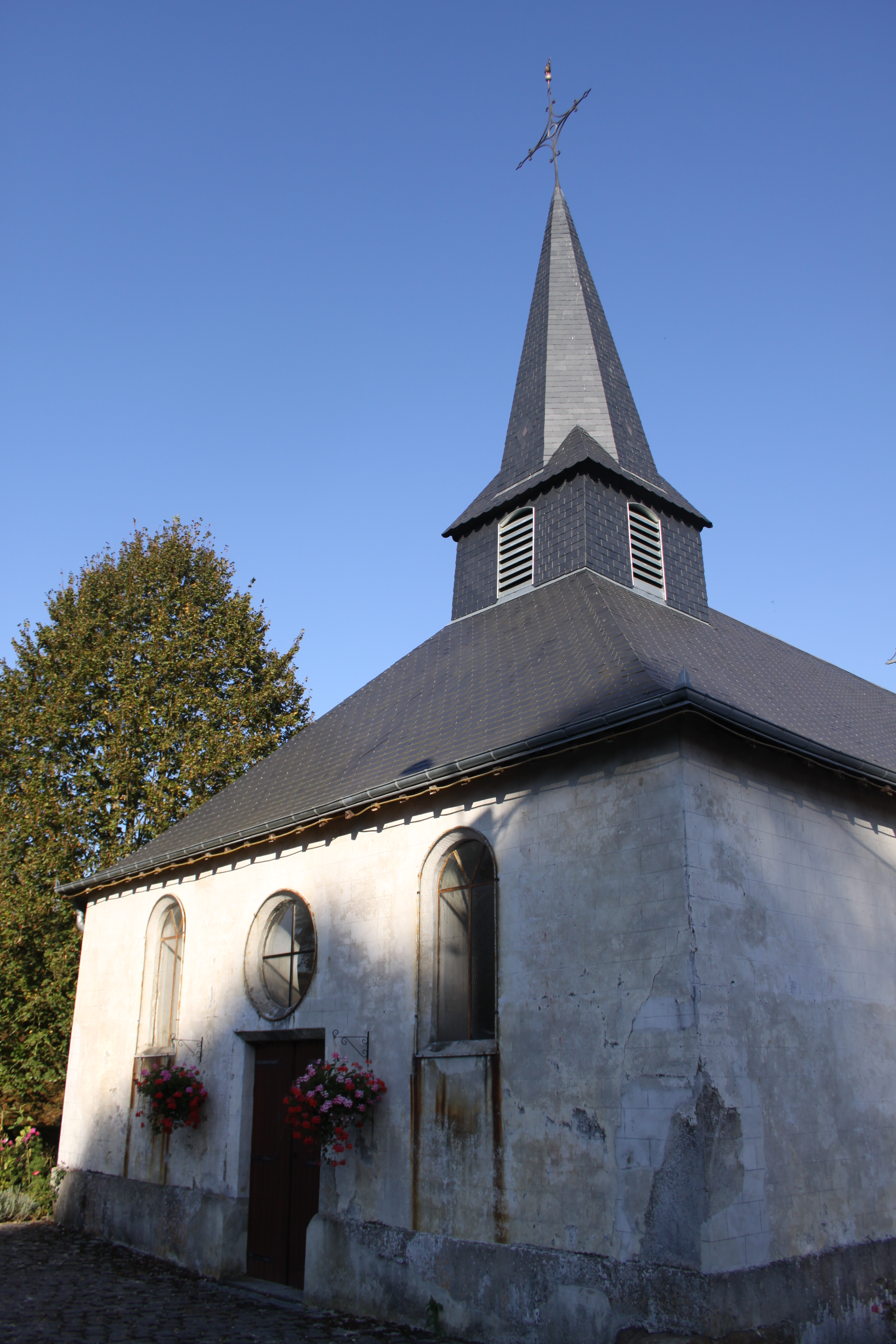
Церковь Св. Марии Магдалины
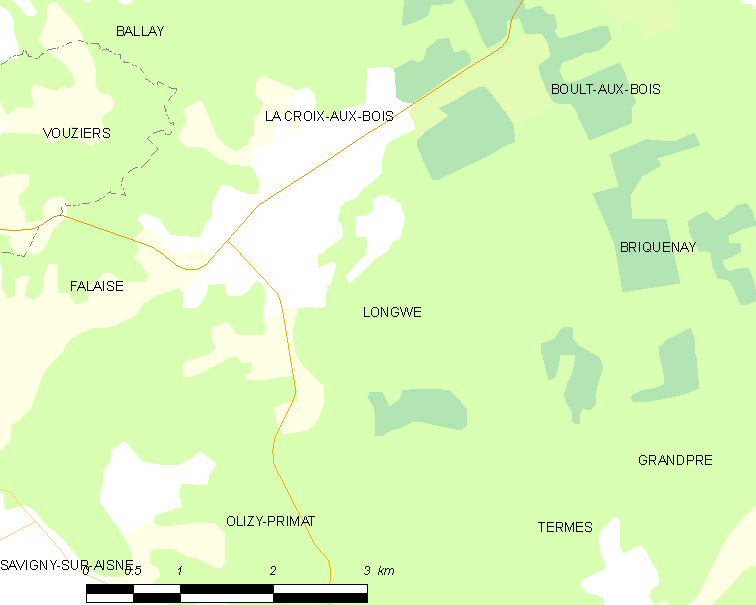
Карта коммуны